# Журекадыр
Журекадыр (каз. Жүрекадыр) — село в Абайском районе Абайской области Казахстана. Административный центр и единственный населённый пункт Кундыздинского сельского округа. Находится примерно в 52 км к юго-востоку от районного центра, села Карааул. Код КАТО — 633243100.

## Население
В 1999 году население села составляло 1856 человек (925 мужчин и 931 женщина). По данным переписи 2009 года, в селе проживало 1539 человек (785 мужчин и 754 женщины).